# Семенко Світлана Олексіївна
Світлана Олексіївна Семенко (нар. 14 серпня 1945, Оріхів, Запорізька обл.) — українська дизайнерка. Членкиня Спілки дизайнерів України (була в правлінні організації), заслужена діячка мистецтв України (2005).

## З життєпису
Закінчила Львівський інститут прикладного та декоративного мистецтва (1969). Учасниця міжнародних виставок у Болгарії (1981, золота медаль) та Португалії (1984, золота медаль). В Україні брала участь у таких міжнародних конкурсах-фестивалях:
- Львів, 1990, володарка гран-прі
- «Леополіс», Львів, 1997
- «Галицькі експозиції», Львів, 2001
- «VIVA MILLENIUM», 2001

Колекції одягу Світлани Семенко були представлені на виставках «Стиль» (1991—2002 роки), «Галицький ярмарок» (1995), «Різдвяна скарбниця» (1995).
У 2000-х роках — головна художниця Львівського будинку моделей «Галмода», голова секції дизайну костюму.